# Камынины
Камынины (Комынины) — древний русский дворянский род татарского происхождения.
При подаче документов (31 мая 1686) для включения рода в Бархатную книгу была предоставлена родословная роспись Камыниных.
Род внесён во II и III и VI части дворянской родословной книги Московской и Курской губерний, а также в IV часть Калужской губернии.

## Происхождение и история рода
Род происходил «от выехавшего к великому князю Василью Ивановичу в Москву из Золотой Орды татарского мурзы именем Бугандала Комынина, а по крещении названого Даниилом, коего потомок Иван Богданов был полковым и осадным воеводою в Симбирске, полномочным послом в Крыму и наместником коломенским, равным образом и иные многие сего ж рода Российскому Престолу служили разные дворянские службы и жалованы были от Государей (1556) и других годах поместьями и чинами».
Булкак и Меньшой Камынины погибли под Кесию (июль 1578).  Иван Алексеевич упоминается (1586), как владелец «захаровской вотчины» (включало Хлюпино).

## Описание гербов

#### Герб Камыниных 1785 г.
В Гербовнике Анисима Титовича Князева имеется изображение двух печатей с гербами представителей рода Камыниных:
1. Герб действительного тайного советника, сенатора, кавалера ордена Святого Александра Невского Лукьяна Ивановича Камынина († 1788), женатого на княжне Екатерине Алексеевне Щербатовой: в серебряном поле щита изображено красное стропило с золотой каймой, доходящее своим навершием до середины щита. Под стропилом находится серебряный полумесяц, рогами вверх, а над стропилом, по бокам середины щита, серебряные кресты, над которыми изображены две шестиконечные золотые звезды. Щит увенчан коронованным дворянским шлемом, с шейным клейнодом. Нашлемник: три страусовых пера. Цветовая гамма намёта в виде ветвей и лоскутов ткани не определена.[6].
2. Герб Михаила Афанасьевича Камынина: в серебряном поле щита, диагонально, золотая фигура (в виде двух мечей, соединённых остриями?) под фигурой серебряный полумесяц, рогами  обращенный к диагонали, а над фигурой шестиконечная золотая звезда. Дворянский шлем, корона и намёт отсутствуют. Нашлемник: одноглавый орёл, головой вправо, с распростёртыми крыльями и держащий в левой лапе меч, а в правой (?). Вокруг щита фигурная виньетка[6].

#### Герб. Часть II. № 68.
В щите имеющем голубое поле изображены: в верхней части две серебряных шестиугольных Звезды. В нижней части серебряный Полумесяц обращённый рогами вверх, и между ними серебряное Стропило.
Щит увенчан дворянскими шлемом и короной. Нашлемник: до половины чёрный одноглавый Орёл с распростёртыми крыльями, имеющий на главе золотой Шар и две серебряных Пики выходящие по сторонам Орлиной головы. Намёт на щите красный, подложенный золотом. Щитодержатели: два Льва натурального цвета.

## Известные представители
- Камынин Богдан Иванович — воевода в Заонежских погостах (1626—1628), Соликамске (1636), Перми (1637—1639), Калуге (1654—1655).
- Камынин Иван Богданович — стряпчий (1629), стольник (1636—1676), полковой и осадный воевода в Симбирске, наместник коломенский и посол в Крыму, думный дворянин и казначей (1676—1682)[7].
- Камынин Федор Михайлович — воевода в Лихвине (1634).
- Камынин Ларион Данилович — воевода в Мценске (1635—1637), московский дворянин (1637).
- Камынин Алексей Андреевич — воевода в Мещовске (1636—1639).
- Камынин Иван Юрьевич — воевода в Мосальске (1636).
- Камынин Иван Богданович — стольник. воевода в Симбирске (1649), в Верхотурье (1659—1662).
- Камынин Ларион — воевода в Вольном (1654).
- Камынин Лазарь Михайлович — воевода в Мосальске (1662—1665).
- Камынин Петр — воевода в Лебедяни (1665).
- Камынин Роман Ларионович — воевода в Яблоневе (1676-1679).
- Камынин Михаил Артемьевич — стольник, воевода в Романове (на Волге) (1679).
- Камынин Артемий Богданович — стольник (1670), полковой воевода в курлянском походе, полковой и осадный воевода в Ломове.
- Камынин Иван Богданович — стольник, полковой воевода в курлянском походе, полковой и осадный воевода в Ломове, строил Симбирский город и Симбирские подгорные слободы (1649-1650), наместник коломенский и посол в Крыму, думный дворянин и казначей (1676-1682).
- Камынин Григорий — воевода в Чернигове (1682)[8].
- Камынины: Иван Григорьевич и Василий Петрович — стольник царицы Прасковье Федоровны (1692).
- Камынин Михаил Федорович — стольник царицы Евдокии Федоровны (1692)[7].
- Камынины: Михаил и Дмитрий Артемьевичи, Григорий Григорьевич, Михаил Елизарович — царские стольники (1682—1692).
- Камынин, Лукьян Иванович (1720—1788) — сенатор, кавалер ордена Святого Александра Невского (1775), действительный тайный советник (1775)[9].
- Камынин Дмитрий Васильевич (1746—1812) — сенатор[4].
- Камынин Афанасий Григорьевич — вице-президент вотчинной коллегии.
- Камынин Михаил Афанасьевич — действительный тайный советник, калужский вице-губернатор и губернатор.
- Камынина, Надежда Васильевна (в замужестве Арсеньева; ок. 1805—1855) — русская писательница, поэтесса и переводчица.